# Frederick Marryat
Frederick Marryat, född 10 juli 1792 i London, död 9 augusti 1848 i Langham i Norfolk, var en brittisk sjöofficer och författare, son till skeppsredaren m.m. Joseph Marryat.

## Biografi
Marryat rymde hemifrån som pojke och gick till sjöss. Deltog i strider under Napoleonkrigen och i kriget mot USA. Tog avsked som kommendörkapten 1830.
Efter en framgångsrik karriär vid flottan skrev han en lång rad äventyrsromaner, främst med motiv från sjön. Med sin stora sakkunskap och spänning hör de till de bästa (och första) i genren.  Han slog igenom med Peter Simpel och Jakob Ärlig, båda skrivna 1834. Skicklig karikatyrtecknare.

## Bibliografi

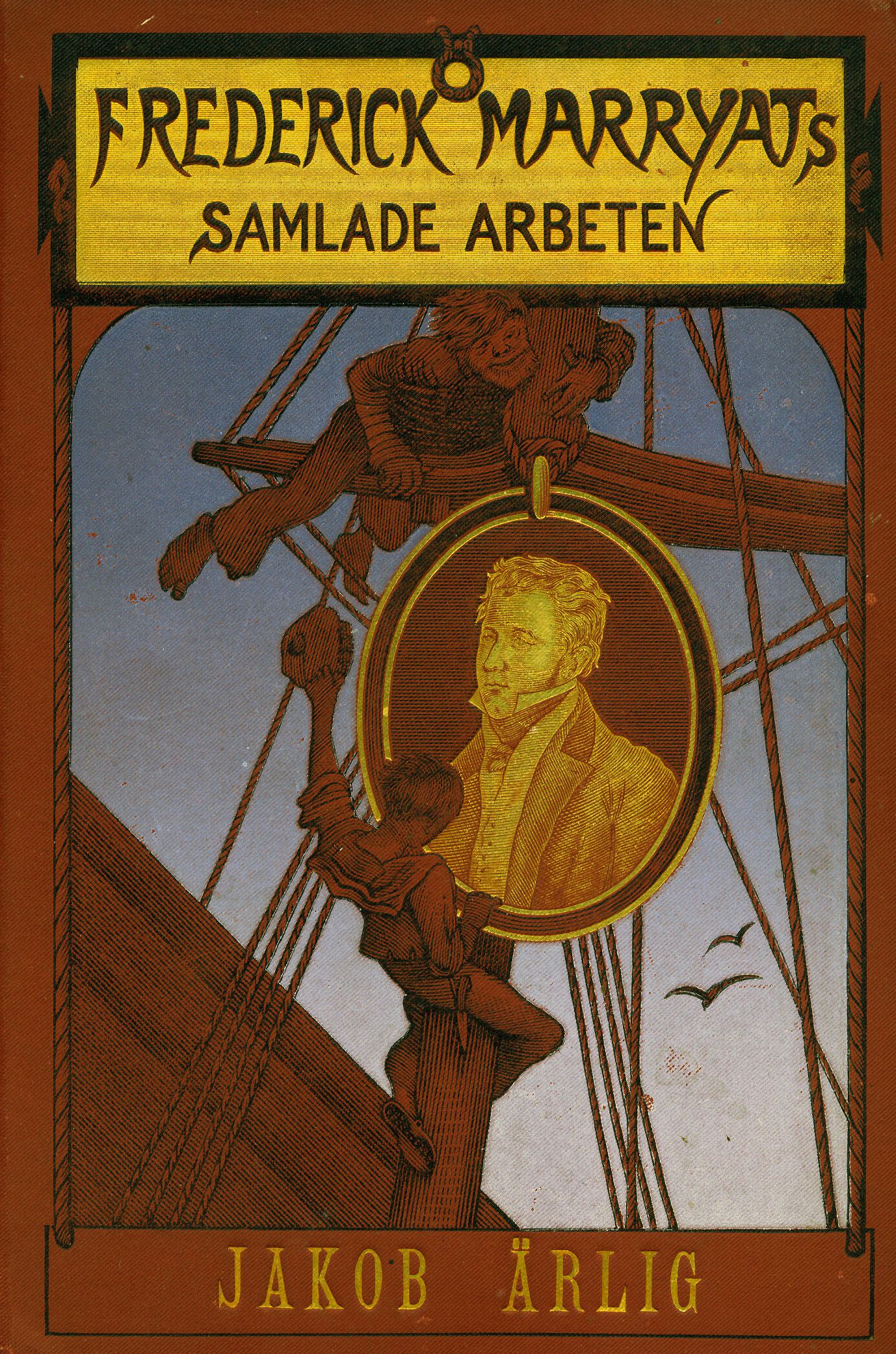
Fredrik Marryats samlade arbeten: Jakob Ärlig. Illustrerat klotband 1889.

### Med okända originaltitlar
- Zigenarflickan eller Rätt måste förblifva rätt (anonym översättning, efter Frans Hoffmanns tyska översättning, Löfving, 1870)
- Den gamle kommendören (översättning Tom Wilson, Svea, 1879)
- Marinlöjtnanten (anonym översättning, Johnson, 1906)
- De unga elefantdödarna (översättning E. G., B. Wahlström, 1922)
- Den vite vilden på Fågelön (bearbetad för barn och ungdom efter Kapten Marryat av Harald Östenson, Folkskolans barntidning, 1923)
- Förrädarens lön (Fri översättning av H. Björke, Vårt hem, 1927)